# Stålpakten
Stålpakten (tyska: Stahlpakt, italienska: Patto d' Acciaio) var tysk-italienskt fördrag som slöts 22 maj 1939. Avtalet, som slöts på tio års tid, innehöll förbindelser om såväl internationellt politiskt samarbete som garantier att ställa upp på varandras sida om någon av de båda staterna råkade i krig. Då Tyskland inte informerat Italien om sin inledande konflikt (Italien hade räknat med att vara förberett för krig först 1942) med Polen 1939, förklarade Italien sig emellertid vara en "icke krigförande makt" vid andra världskrigets utbrott.

### Fotnoter
1. ↑  Michael Tamelander (1 oktober 2006). ”Del 1 i en serie om andra världskriget: 1939 – världskriget bryter ut”. Populär historia. http://popularhistoria.se/artiklar/del-1-i-en-serie-om-andra-varldskriget-1939-varldskriget-bryter-ut. Läst 21 december 2016.